# 삼총사 (2014년 영국 드라마)
삼총사(The Musketeers)는 2014년 1월 19일부터 2016년 8월 1일까지 방영된 BBC One 드라마이다.

## 줄거리
알렉상드르 뒤마의 원작 소설 삼총사를 각색한 BBC의 액션 시대극

## 방송 시간
| 방송 채널       | 방송 기간                                        | 방송 시간                             |
| --------------- | ------------------------------------------------ | ------------------------------------- |
| KBS 2TV(시즌 1) | 2014년 3월 31일 ~ 2014년 4월 1일                 | 월요일, 화요일 밤 12:45 ~ 1:35 (50분) |
| KBS 2TV(시즌 1) | 2014년 4월 8일 ~ 2014년 5월 13일                 | 매주 월요일 밤 12:45 ~ 1:35 (50분)    |
| KBS 2TV(시즌 1) | 2014년 5월 19일 ~ 2014년 5월 20일                | 월요일, 화요일 밤 12:45 ~ 1:35 (50분) |
| KBS 1TV         | 2015년 1월 30일 ~ 2015년 2월 13일(시즌 1 재방송) | 매주 금요일 밤 1:20 ~ 2:10 (50분)     |
| KBS 1TV         | 2015년 2월 16일 ~ 2015년 3월 30일(시즌 1 재방송) | 매주 월요일 밤 1:10 ~ 2:00 (50분)     |
| KBS 1TV         | 2015년 4월 13일 ~ 2015년 6월 15일(시즌 2)        | 매주 월요일 밤 12:20 ~ 1:10 (50분)    |
| KBS 1TV         | 2015년 6월 22일 ~ 2015년 8월 24일(시즌 2 재방송) | 매주 월요일 밤 1:20 ~ 2:10 (50분)     |

## 등장 인물
- 루크 파스퀄리노 : 달타냥 역
- 톰 버크 : 아토스 역
- 하워드 찰스 : 포르토스 역
- 산티아고 카브레라 : 아라미스 역
- 탐라 카리 : 콘스탄스 역
- 피터 카팔디 : 리슐리외 추기경 역
- 라이언 게이지 : 루이 13세 역
- 메이미 맥코이 : 밀레디 역
- 휴고 스피어 : 트레빌 대장 역
- 알렉산드라 다울링 : 안느 왕비 역
- 마크 워렌 : 로슈포르 역

## 한국판 성우진(KBS)
- 강수진 - 달타냥
- 윤동기 - 아토스
- 최정호 - 포르토스
- 장민혁 - 아라미스
- 설영범 - 추기경(시즌 1)
- 곽윤상 - 트레빌
- 배영규 - 루이 13세
- 강규리 - 안느 왕비 / 밀레디
- 사문영 - 콘스탄스
- 양석정 - 로슈포르(시즌 2)
- 권창욱 - 보나슈

## 방송 회차(2014년,시즌 1)
| 회차 | 방송일   | 제목 (원제)        | 시청률(AGB) |
| ---- | -------- | ------------------ | ----------- |
| 1    | 3월 31일 | 적과 동지          | 1.2%        |
| 2    | 4월 1일  | 속는 자, 속이는 자 | 0.6%        |
| 3    | 4월 7일  | 상품의 비밀        | 0.9%        |
| 4    | 4월 14일 | 군인의 길          | 0.8%        |
| 5    | 4월 21일 | 기적의 궁전        | 1.0%        |
| 6    | 4월 28일 | 출생의 비밀        | 1.2%        |
| 7    | 5월 5일  | 마녀사냥           | 1.0%        |
| 8    | 5월 12일 | 결전               | 1.5%        |
| 9    | 5월 19일 | 왕비와 기사        | 1.7%        |
| 10   | 5월 20일 | 명예를 위하여      | 0.6%        |

## 방송 회차(2015년,시즌 2)
| 회차 | 방송일   | 제목 (원제)                   | 시청률(AGB) |
| ---- | -------- | ----------------------------- | ----------- |
| 1    | 4월 13일 | 친구는 가까이, 적은 더 가까이 | 1.5%        |
| 2    | 4월 20일 | 사라진 왕                     | 1.7%        |
| 3    | 4월 27일 | 착한 배신                     | 1.7%        |
| 4    | 5월 4일  | 성녀 에밀리                   | 1.3%        |
| 5    | 5월 11일 | 귀향                          | 0.9%        |
| 6    | 5월 18일 | 잔인한 선택                   | 1.7%        |
| 7    | 5월 25일 | 공주의 결혼                   | 1.5%        |
| 8    | 6월 1일  | 아버지의 정체                 | 1.4%        |
| 9    | 6월 8일  | 반역의 시간                   | 1.4%        |
| 10   | 6월 15일 | 위기의 왕비                   | 1.6%        |